# Hayden Roulston
Hayden David Roulston, MNZM (* 10. Januar 1981 in Ashburton) ist ein ehemaliger neuseeländischer Radrennfahrer, der im Bahn- und Straßenradsport erfolgreich war.

## Sportliche Laufbahn
Bei den Commonwealth Games 2002 gewann Roulston mit dem neuseeländischen Bahnvierer die Bronzemedaille in der Mannschaftsverfolgung (mit Greg Henderson, Matthew Randall und Lee Maxwell Vertongen) und konnte so erstmals international auf sich aufmerksam machen. Bei den UCI-Bahn-Weltmeisterschaften 2003 wurde er zusammen mit Greg Henderson Vizeweltmeister im Zweier-Mannschaftsfahren. 2004 und 2008 startete Roulston bei Olympischen Spielen. 2004 in Athen nahm er am Zweier-Mannschaftsfahren teil und belegte mit Greg Henderson Platz sieben. Vier Jahre später in Peking errang er zwei Medaillen: in der Einerverfolgung eine silberne und eine bronzene in der Mannschaftsverfolgung mit Sam Bewley, Marc Ryan, Jesse Sergent und Westley Gough. Zu den weiteren Erfolgen auf der Bahn zählen die Silbermedaille der Commonwealth Games 2006 im Punktefahren und drei Titel als Ozeanienmeister im Zweiermannschaftsfahren 2007 sowie in der Mannschafts- und Einerverfolgung 2015.
Parallel dazu war Roulston auf der Straße aktiv und fuhr ab dem Jahr 2002 mit einer Unterbrechung in den Jahren 2007 und 2008 für internationale Radsportteams mit dem Status als UCI ProTeam bzw. UCI WorldTeam und Professional Continental Team. Er gewann beginnend mit einer Etappe der Tour of Wellington 2002 verschiedene Rennen des internationalen Kalenders, wobei die drei Gesamtwertungssiege der Tour of Southland und die zwei Gesamtsiege der Tour of Wellington die bedeutendsten waren. Außerdem wurde er vier Mal neuseeländischer und einmal ozeanischer Meister im Straßenrennen. Roulston nahm an vier Grand Tours teil, von denen er die Tour de France 2009 als 76. beenden konnte. Sein bestes Ergebnis bei einem Monument des Radsports war der zehnte Platz bei Paris–Roubaix 2010.
Im Herbst 2015 erklärte Roulston seinen Rücktritt vom professionellen Straßenradsport. Er wolle sich auf die Teilnahme an der Mannschaftsverfolgung der Olympischen Spiele in Rio de Janeiro konzentrieren. Bei den nationalen Bahnmeisterschaften 2016 gewann er den Titel im Bahnvierer und die Silbermedaille im Scratch. Sein letztes internationales Straßenrennen war das irische Etappenrennen An Post Rás im Mai 2016. Er gehörte schließlich nicht zum olympischen Bahnvierer Neuseelands, der im kleinen Finale unterlag und damit Vierter wurde.

## Erfolge

### Bahn
2002
- Commonwealth Games – Mannschaftsverfolgung (mit Greg Henderson, Matthew Randall und Lee Maxwell Vertongen)

2003
- Vize-Weltmeister – Zweier-Mannschaftsfahren (mit Greg Henderson)

2006
- Commonwealth Games – Punktefahren
- Neuseeländischer Meister – Einerverfolgung
- Neuseeländischer Meister – Mannschaftsverfolgung (mit Marc Ryan, Heath Blackgrove und James Fairweather)

2007
- Ozeanischer Meister – Zweier-Mannschaftsfahren (mit Greg Henderson)

2008
- Olympische Spiele – Einerverfolgung
- Olympische Spiele – Mannschaftsverfolgung (mit Sam Bewley, Marc Ryan, Jesse Sergent und Westley Gough)

2015
- Ozeanienmeister – Einerverfolgung
- Ozeanienmeister – Mannschaftsverfolgung (mit Aaron Gate, Luke Mudgway und Nick Kergozou)

2016
- Neuseeländischer Meister – Mannschaftsverfolgung (mit Marc Ryan, Dylan Kennett und Jason Allan)

### Straße
2002
- eine Etappe Tour of Wellington

2003
- eine Etappe Tour de Pologne

2004

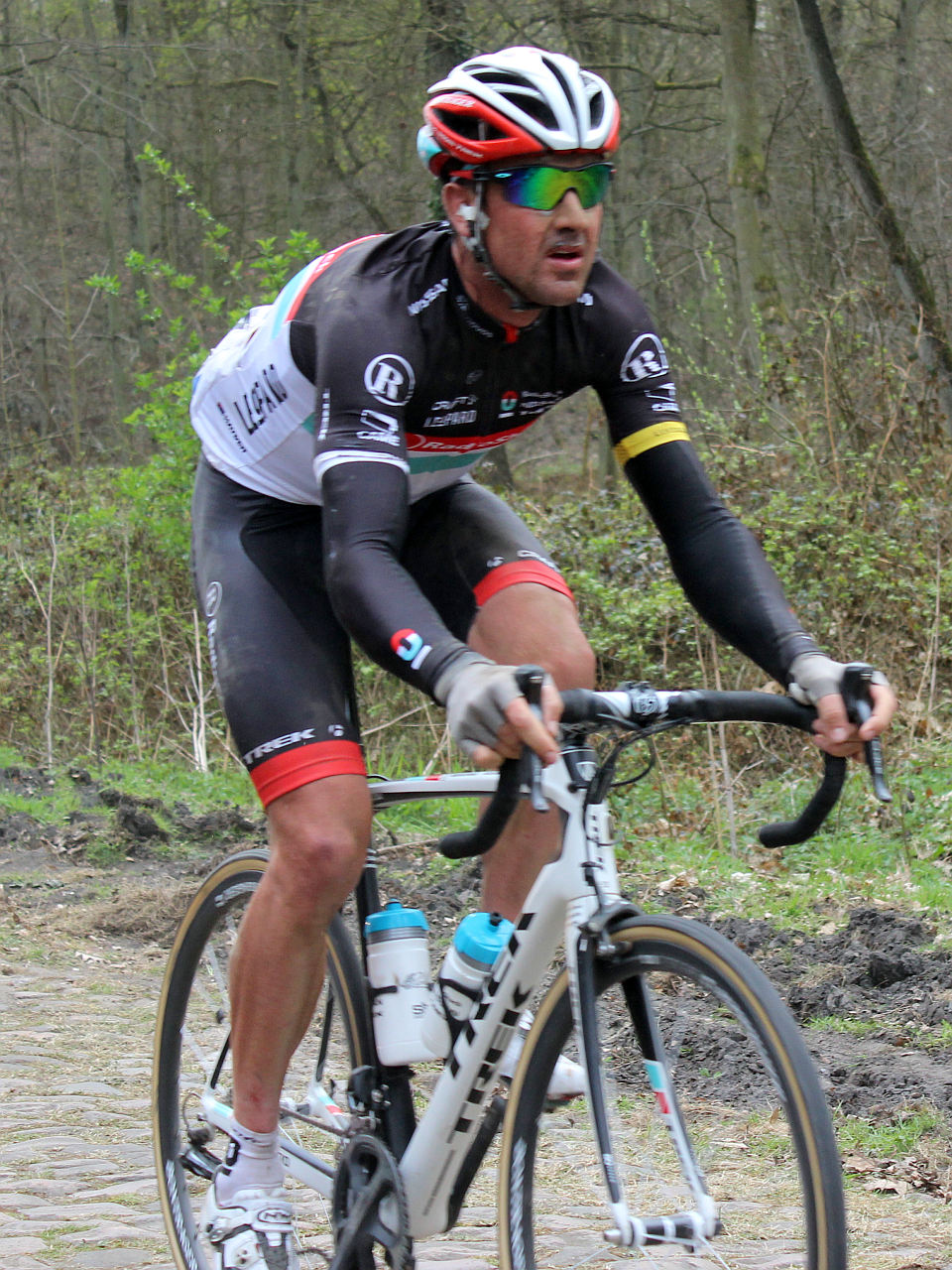
Roulston bei Paris–Roubaix 2012

- eine Etappe Tour de la Région Wallonne
- eine Etappe Tour of Southland

2006
- Gesamtwertung und eine Etappe Tour of Southland
- Gesamtwertung und drei Etappen Tour of Wellington
- Neuseeländischer Meister – Straßenrennen

2007
- Gesamtwertung und zwei Etappen Tour of Wellington
- Gesamtwertung Tour of Southland
- Ozeanienmeister – Straßenrennen

2008
- zwei Etappen Tour of Wellington
- Gesamtwertung UCI Oceania Tour
- Gesamtwertung und zwei Etappen Tour of Southland

2009
- Mannschaftszeitfahren Tour of Southland

2010
- eine Etappe Post Danmark Rundt
- Mannschaftszeitfahren Vuelta a España
- Commonwealth Games – Straßenrennen

2011
- Neuseeländischer Meister – Straßenrennen

2013
- Neuseeländischer Meister – Straßenrennen

2014
- Neuseeländischer Meister – Straßenrennen

2015
- Mannschaftszeitfahren Tour of Alberta